# Forward You
Forward You, nota anche come FWU AG, è stata una società di servizi finanziari e tecnologici con sede a Grünwald, nella zona periferica di Monaco, in Germania. La società era nota soprattutto per le sue attività assicurative e di investimento attraverso la sua compagnia assicurativa FWU Life e operava in più di 10 Paesi, inclusi Austria, Italia e Spagna. Una filiale di FWU offriva anche assicurazioni sulla vita conformi alla Sharia negli Emirati Arabi Uniti e in Pakistan, distribuite attraverso compagnie assicurative locali indipendenti. Nel gennaio 2025 il Tribunale del Lussemburgo ne ha dichiarato il fallimento.

## Storia
È stata fondata come FWU nel 1983 da Manfred Dirrheimer. All’epoca, la società operava nel settore della consulenza.
L'azienda ha modificato il suo modello di business nel 1991, entrando nel settore delle assicurazioni sulla vita. Nell'arco di 20 anni, a partire dal 1994, FWU si è espansa a livello internazionale attraverso filiali del marchio principale, come FWU Invest, una società di investimenti, e FWU Tech, una società di informatica. In questo periodo, l’Italia ha costruito la base clienti più grande della società, caratterizzata, inoltre, da una rapida crescita. Nel 2016, la società ha introdotto Forward You come marchio ombrello per le sue 25 affiliate.
Nel 2023, Forward You ha annunciato l'arrivo di un prodotto assicurativo a premio unico, noto come Forward Unico, sul mercato della Repubblica di San Marino, nell’ambito di una collaborazione con la Banca di San Marino.
Dirrheimer è l'amministratore delegato della società, che conta 500 dipendenti in tutto il mondo. Forward You ha circa 2 miliardi di euro in AUM e più di 1 milione di clienti.
Il 19 luglio 2024 la società ha presentato istanza di fallimento e l’attività è stata bloccata dalle autorità lussemburghese. Il 31 gennaio 2025 il Tribunale del Lussemburgo ne ha dichiarato il fallimento.